# Publi Autroni Petus
Publi Autroni Petus (en llatí: Publius Autronius Paetus) va ser un magistrat romà que va viure els darrers temps de la República. Formava part de la gens Autrònia, i era de la família dels Petus.
Va ser elegit cònsol l'any 65 aC amb Publi Corneli Sul·la, nebot de Sul·la, però abans d'entrar en possessió del càrrec van ser acusats del delicte d'ambitus (suborn) per Luci Aureli Cota i Luci Manli Torquat, i condemnats. En conseqüència, es van declarar nul·les les eleccions dels dos cònsols en els seus càrrecs, i els seus acusadors van ser elegits cònsols al seu lloc. Aquestes circumstàncies van portar Autroni Petus a entrar en una primera conspiració de Catilina amb el pla de matar els dos cònsols, pla que va fallir per la impaciència de Catilina, que va donar el senyal abans que es reunissin tots els conspiradors. Després, Autroni Petus va prendre part activa en la segona i principal conspiració de Catilina, que es va produir l'any 63 aC, durant el consolat de Ciceró.
Després del desastre de la conspiració, va ser portat a judici per veure quina part de responsabilitat tenia. Va demanar al mateix Ciceró de defensar-lo, recordant la seva amistat de joventut, però l'orador va refusar. Va ser condemnat i enviat a l'exili a l'Epir, on vivia encara quan van desterrar el mateix Ciceró l'any 58 aC. Ciceró vivia alarmat, tement que Autroni Petus pogués fer un atemptat contra la seva vida.
Publi Autroni Petus té un lloc a la llista d'oradors del Brutus de Ciceró, que en diu: voce peracuta, atque magna, nec alia re ulla probabilis ('té una veu molt aguda i potent, però a part d'això res més de creïble').